# Blåkæft
En blåkæft (Helicolenus dactylopterus) er en dybhavsfisk, der normalt træffes på dybder over 200 m. Undertiden kan den dog ved tilfældigheder fanges på lavere vand. 
Blåkæften har en indre befrugtning hvor sædcellerne opbevares i op til 10 måneder i ovarierne, indtil æggene er modne og befrugtningen sker. De befrugtede æg omsluttes af en slimkappe og gydes i portioner over en periode på flere måneder (Muños et al. 2010). Det er således forkert, når flere forfattere (fx Curry-Lindahl 1985; Pethon 1985; Munk & Nielsen 2005) skriver, at arten er ungefødende. Slimkappen opløses efterhånden, og de befrugtede æg bevæger sig herefter op i vandmasserne, hvorefter de klækkes (Kelly et al. 1999; Sequeira et al. 2003; Mendoza 2013). Max. 45 cm. kan blive 43 år.
Fisken blev observeret ved Grønland i 2009, hvilket ikke er normalt.[kilde mangler]